# Carl Nilsson (friidrottare)
Carl Nilsson, född 18 maj 1888, död 23 juni 1915, svensk maratonlöpare. Han tävlade för Djurgårdens IF och Örgryte IS.
Vid de olympiska sommarspelen i Stockholm 1912 kom han på 32:a plats i maraton.